# خوان نيغرين
كان خوان نيغرين لوبيز (بالإسبانية: Juan Negrín López) (3 فبراير 1892 – 12 نوفمبر 1956) سياسيًا وطبيبًا إسبانيًا. وكان زعيم حزب العمال الاشتراكي الإسباني وشغل منصب وزير المالية. شغل منصب رئيس مجلس الوزراء في الجمهورية الإسبانية الثانية عدة مرات بين عامي 1937 و1945، وكان في المنفى أساسًا. كان آخر رئيس وزراء إسباني موال (1937-1939) وترأس هزيمة القوات الجمهورية من قبل فصيل متمرد تحت قيادة الجنرال فرانسيسكو فرانكو خلال الحرب الأهلية الإسبانية. توفي في المنفى في باريس، فرنسا.
لم تشوَّه سمعة أي من قادة الجمهورية الإسبانية الثانية كما شوهت سمعة نيغرين، لا فقط من قبل الؤرخين الفرانكويين، بل أيضًا من قبل قطاعات هامة من اليسار الإسباني المنفي، بما في ذلك قيادة الحزب الاشتراكي الخاص به وصديقه إنداليسيو برييتو الذي تحول إلى عدو. صُوّر نيغرين كمسؤول رئيسي عن الهزيمة في الحرب الأهلية، واتهم بأسلوب قيادة استبدادي وبتسليم إسبانيا للشيوعيين وسرقة الخزانة الإسبانية. وفقًا للمؤرخ ستانلي جي. باين، لم يكن ثمة في إسبانيا بعد الحرب الأهلية شخصية مكروهة أكثر من نيغرين. طرد حزب العمال الاشتراكي الإسباني نيغرين في عام 1946، إلا أنه بعد وفاته أعيد تأهيله في عام 2008.

## نشأته
وُلد نيغرين في لاس بالماس في جز الكناري، وهو ينحدر من عائلة كاثوليكية ورعة من الطبقة الوسطى. كان والده، خوان نيغرين كابريرا، تاجرًا ورجل أعمال ثريًا وذو سمعة حسنة من جزر الكناري، تزوج ماريا دولوريس لوبيز ماريرو. كان خوان الابن البكر وكان لديه شقيق واحد هو هيربيرتو، التزم بالنظام الكلاريتي، وشقيقة هي دولوريس. نظرًا إلى تفوق خوان في المواد العلمية وإبدائه اهتمامًا بالطب، قرر والده إرساله، وهو في الخامسة عشرة من عمره، للدراسة في ألمانيا في عام 1906، وكانت المكانة الهائلة التي تمتعت بها الجامعات الألمانية في ذلك الوقت.

### في ألمانيا
درس نيغرين لمدة عامين في طلية الطب في كيل. في عام 1908، من أجل التخصص في الفيزيولوجيا الطبية، انتقل إلى لايبزغ، إلى أفضل معهد فيزيولوجيا في ألمانيا وحتى في أوروبا. بقي نيغرين في ألمانيا لما يقارب العقد من الزمن، حيث درس الطب في البداية، ثم الكيمياء وإلى حد ما الاقتصاد. أثبت أنه طالب لامع يتمتع بقدرات غير عادية في البحث العلمي. في عام 1912 (حين كان يبلغ من العمر 20 عامًا فقط) نال درجة دكتوراه في الطب وقُبل على الفور في معهد علم وظائف الأعضاء في لايبزغ كباحث مساعد ومن ثم كأستاذ مساعد.
في 21 يوليو 1914 تزوج نيغرين ماريا فيديلمان برودسكي، وهي طالبة بيانو وابنة لعائلة ثرية من الروس المنفيين الذين يعيشون في هولندا. كان للزوجين خمسة أطفال، نجا ثلاثة منهم: خوان ورومولو وميغيل. تحدث نيغرين الإنجليزية والفرنسية والألمانية والروسية، بالإضافة إلى الإسبانية لغته الأم.

### العودة إلى إسبانيا
مع نهاية العام 1915، في منتصف الحرب العالمية الأولى، اضطر نيغرين إلى العودة إلى إسبانيا بسبب الصعوبات المتزايدة التي واجهها في ألمانيا لمواصلة العمل. امتلك نيغرين مسبقًا مكانة مهنية قوية ضمنتها أبحاثه حول الغدد الكظرية والجهاز العصبي المركزي وسلسلة رائعة من المقالات المنشورة في أفضل المجلات العلمية في أوروبا. كان نيغرين تلميذًا في سانتياغو رامون كاخال، الحائز على جائزة نوبل في الطب. في عام 1919، حصل على شهادة في الطب من إسبانيا، وفي عام 1922 أصبح أستاذًا في علم وظائف الأعضاء في جامعة كومبلوتنسي في مدريد في سن ال29.

## روابط خارجية
- خوان نيغرين على موقع الموسوعة البريطانية (الإنجليزية)
- خوان نيغرين على موقع مونزينجر (الألمانية)